# حصیبه
حصیبه (به عربی: الحصيبة) یک منطقه مسکونی در عراق است که در استان انبار واقع شده‌است.